# Knights of the Southern Cross - Australia
Die Knights of the Southern Cross - Australia (Abkürzung: KSC, deutsch: Ritter vom Kreuz des Südens in Australien) sind ein römisch-katholischer männlicher Laienorden in Australien. Er wurde 1919 gegründet und wird durch die australische Bischofskonferenz unterstützt. Die als kirchliche Vereinigung von Gläubigen errichtete Organisation und die ihr angeschlossene Hilfsorganisation verstehen sich als christliche Non-Profit-Organisation und haben sich zum Ziel gesetzt, den römisch-katholischen Glauben in Australien zu fördern.

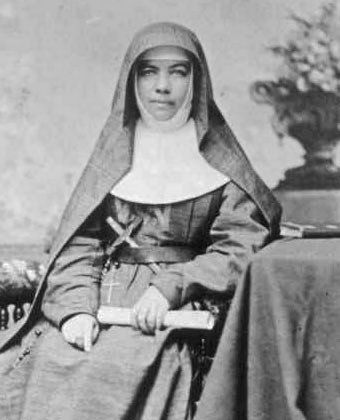
Schutzpatronin hl. Mary MacKillop

## Geschichte
Der ritterliche Bruderorden der Knights of the Southern Cross – Australia (KSC) wurde im Jahr 1919 in Sydney gegründet. Zum Gründer und Förderer des Männerordens zählt der Industrielle und Abgeordneten Patrick Minahan. Seine Absicht bestand darin, den aus dem Ersten Weltkrieg heimgekehrten Männern eine Einrichtung anzubieten die ihnen Arbeit vermittelte und die gleichzeitig die Römisch-katholische Kirche in Australien unterstützt.  Schon nach einem Jahr hatten sich mehr als 1000 Männer der christlichen Gemeinschaft angeschlossen, so, dass man sich entschloss 1920 einen „Nationalen Rat“ einzurichten. 1922 schloss sich ihnen die Bruderschaft der „Knights of Saint Francis Xavier“ an. Die gegründeten örtlichen Gruppen verteilten sich auf ganz Australien und schlossen sind den Pfarrgemeinden an. Zur Schutzpatronin wählte sich die KSC die heilige Mary MacKillop. Die KSC ist Gründer und Träger der Non-Profit-Organisation Southern Cross Care.

## Organisation
Die KSC Australiens unterteilt sich in Landes- und Territorialverbände, die sich aus den Orts- und Provinzgruppen zusammensetzen. Das Eintrittsalter liegt bei mindestens 18 Jahren. Das Leitungsgremium ist der „Oberste Rat“,  es gibt 8 Landes/Territorialverbände.

## Aufgaben und Ziele
Zur Aufgabe und zum Ziel hat sich die KSC nachstehende Kriterien gewählt: Sie wollen den Fortschritt Australiens fördern, das christliche Leben pflegen, die Ordensmitglieder und deren Familien unterstützen, gemeinsam zu geistlichen und sozialen Aktivitäten ermutigen und schließlich einen Beitrag zur  Unterstützung von Erziehung, Nächstenliebe, Religion und sozialer Wohlfahrt zu leisten.

## Kooperationen
Die KSC Australiens kooperiert mit den Kolumbusrittern, Knights of Saint Columbanus, Knights of da Gama, Knights of Peter Claver, Knights of the Southern Cross - New Zealand und den Knights of Saint Columba. Diese Bruderschaften sind der International Alliance of Catholic Knights angeschlossen.  Seit 2003  besteht, auf Arbeitsebene für ein gemeinsames Projekt,  eine Verbindung zur Freimaurerloge  Victoria.

## Ordensemblem und Namensgebung

Flagge Australiens mit dem symbolischen „Kreuz des Südens“

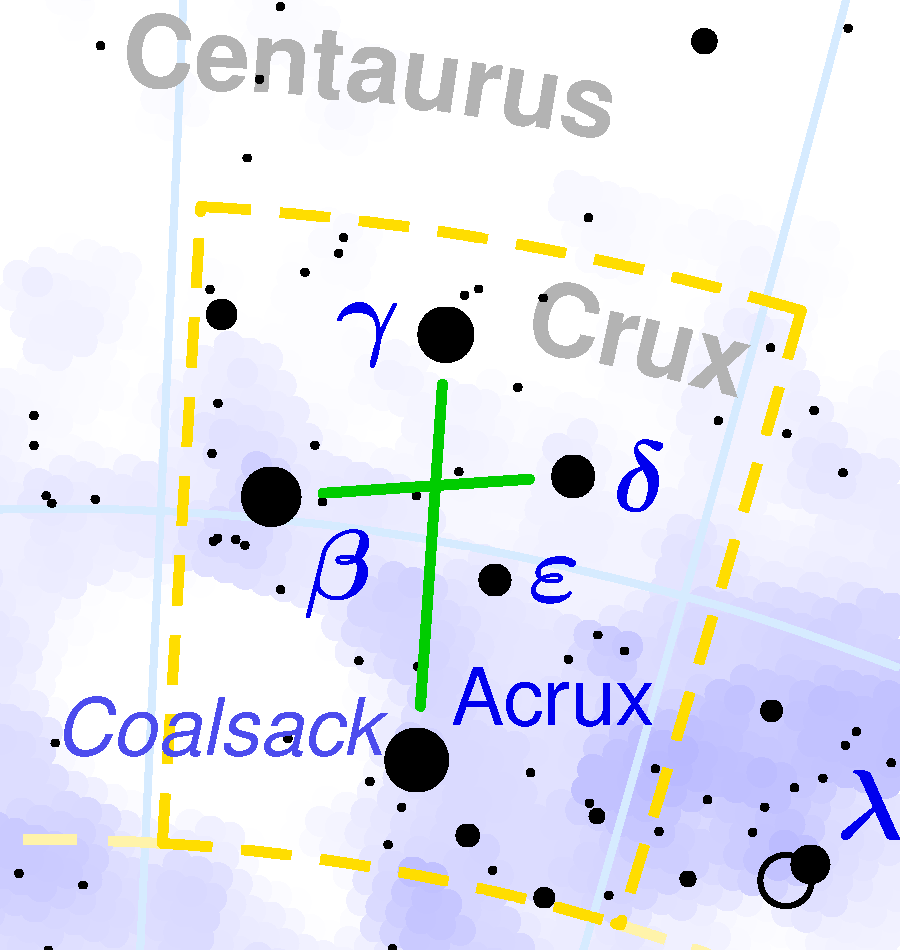
Sternbild

Das runde Wappen der KSC Australia zeigt im Außenrand des Emblems die Inschrift „Knights of the Southern Cross“. Im unteren Rand befindet sich ein zweigeteilter Lorbeerzweig. Mittig im Wappen ist der Kontinent Australiens abgebildet, der von den „Fünf Sternen des Südens“, die auch mit „Kreuz des Südens“ benannt werden, überzogen ist. Das Kreuz des Südens, welches sich auch in der australischen Flagge wiederfindet, soll die südliche Hemisphäre symbolisieren und ist als Bestandteil der Namensgebung „Southern Cross“ übernommen worden.